# La Belle Dame sans Merci
"La Belle Dame sans Merci" (francês para: "A Bela Dama Impiedosa") é uma balada escrita pelo poeta inglês John Keats. Ela existe em várias versões com pequenas diferenças entre si. O original foi escrito por Keats em 1819, embora o título seja o de um poema do século XV por Alain Chartier.